# Ehrenburg (Geisingen)
Die Ehrenburg ist eine abgegangene Höhenburg etwa 800 Meter nördlich vom nördlichen Ortsrand auf 840 m ü. NHN der Stadt Geisingen im Landkreis Tuttlingen in Baden-Württemberg.
Die Spornburg wurde vermutlich im 8. bis 11. Jahrhundert als frühmittelalterliche Wallanlage erbaut. Von der ehemaligen Burganlage ist noch ein doppelter Wallgraben erhalten.

## Anlage
Die eigentliche Befestigung umfasst eine Fläche von etwa 0,7 Hektar. Sie besteht aus einem Schildwall mit Halsgraben, der den Sporn gegen die Hauptangriffsseite schützt. Der Wall verläuft von Nordwesten nach Südosten und ist etwa 80 Meter lang. Wo sich der Wall den Spornseiten nähert, wird er an den Flanken entlanggeführt, so dass die gesamte Spornspitze eingeschlossen ist. Die Befestigung der Flanken ist wesentlich niedriger als der Schildwall und zum Teil kaum noch zu erkennen. Die Anlage ist von einem  Forstweg durchbrochen, der den nördlichen Wall durchquert und dann etwa dem Verlauf des Spornrückens folgt.

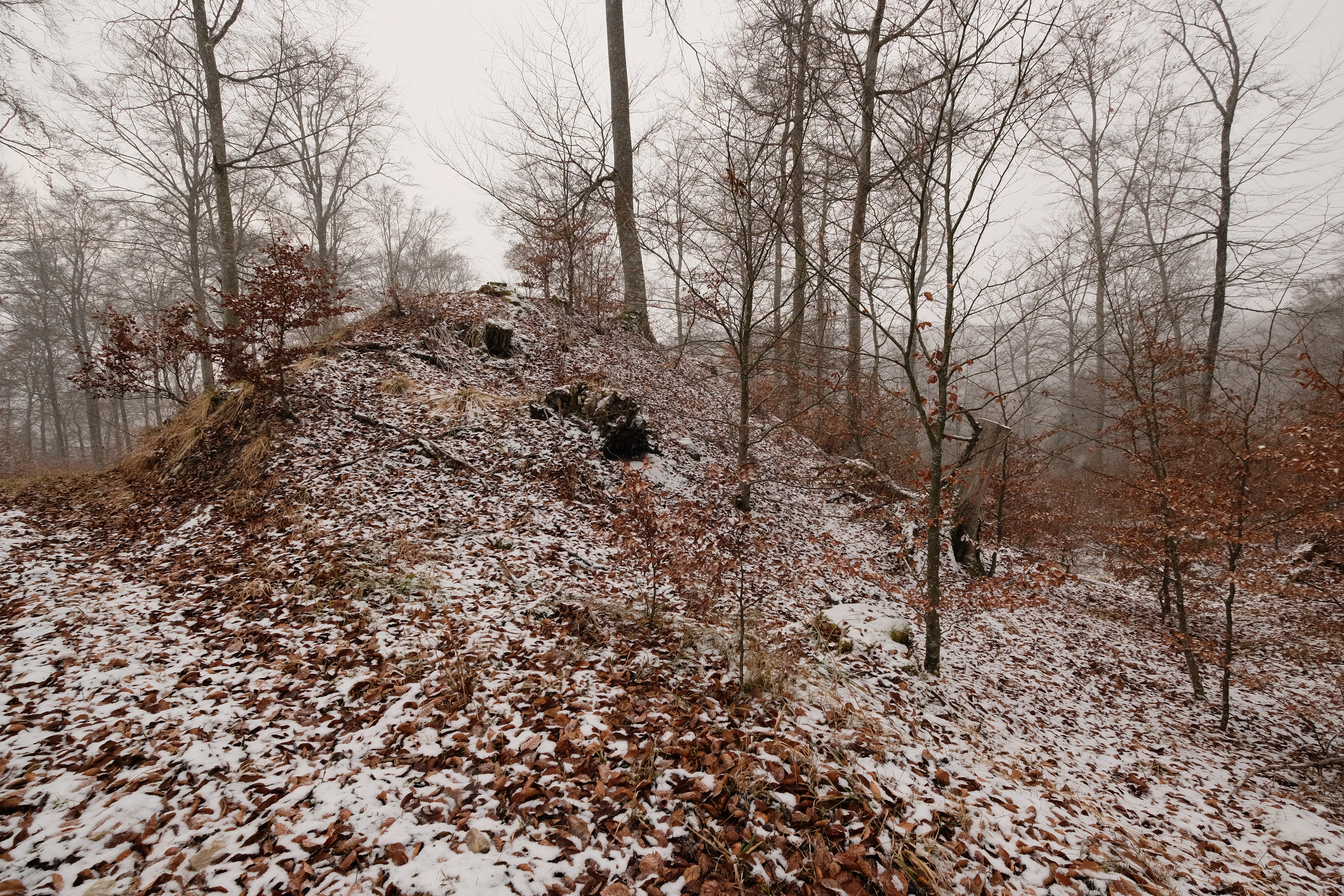
Nördlicher Teil des Schildwalls mit Halsgraben

Etwa 80 Meter vom Schildwall entfernt wird der Sporn Richtung Hauptangriffsseite durch einen weiteren Abschnittswall mit Vorgraben gesichert.

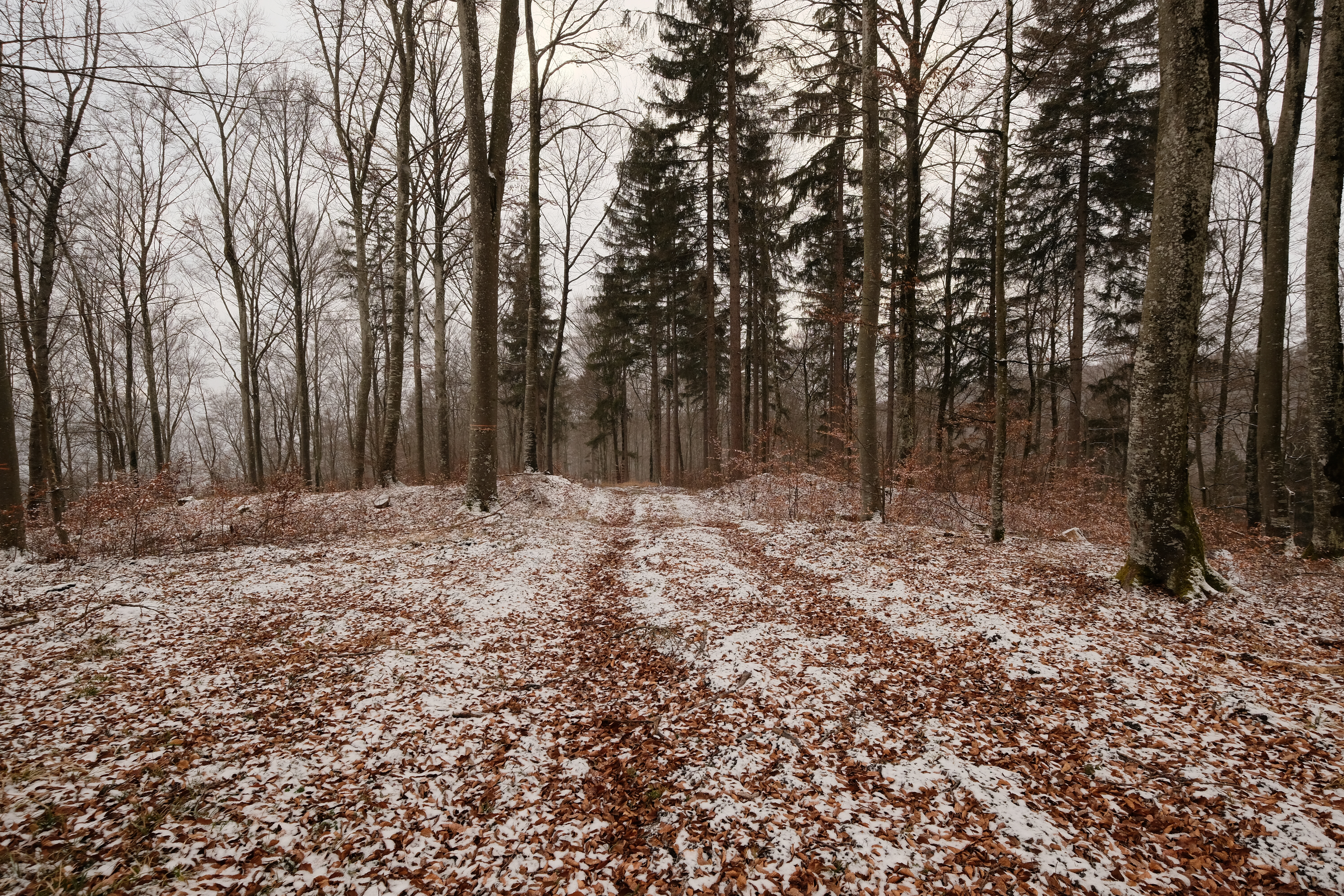
Abschnittswall